# Gadeiras
Gadeiras (gr: Γάδειρας) es el nombre griego del archipiélago de islas existente en lo que actualmente es la bahía de Cádiz. Entre ellas podemos destacar las islas de Eritea y Cotinusa, de cuya unión se formó la actual isla de Cádiz y la de León —donde se ubica la ciudad de San Fernando—, hoy día separada de la península ibérica por un caño mareal. El caño mareal es el de Sancti Petri, en alusión a la isla de Sancti Petri, lo que queda de la antigua isla de San Pedro (Kotinoussa en griego, por los acebuches) y la isla de León (Cimbis en griego).
Para Antonio García y Bellido, "entre los griegos se la cita como tá Gádeira, o en variante jónico, tá Gédeira, en plural neutro. Heródoto la llama en forma plural también, Gédeiroi". Esto se debe a que Cádiz en la Antigüedad se la consideraba como un conjunto de islas, de las cuales la más importante era la propia de Cádiz, conocida por los primeros navegantes griegos como Kotinoússa, y la isla de León como Eryteia y Aphrodisías, y por los indígenas (según Plinio el Viejo) como Ínsula Iunonis.

## Etimología platónica
Según la narración de Platón en el Timeo y el Critias, Gadeira era el nombre de la región que gobernaba Gadiro, (Gadeiron o Eumelo según el relato) soberano hijo de Poseidón, hermano de Atlas, rey supremo de la Atlántida.
El texto platónico dice que Gadeiro regía el extremo oriental de la Atlántida, en la zona que se extendía desde las Columnas de Heracles hasta la región que, por derivación de su nombre, se denominaba Gadírica, Gadeirikēs o Gadeira en tiempos de Platón.

## Etimología histórica
Según los registros históricos, el topónimo proviene de la ciudad de Cádiz, fundada con el nombre de Gadir (en alfabeto fenicio 𐤀𐤂𐤃𐤓), (ʾgdr), es decir, «fortaleza» o «recinto murado» en fenicio. Conocida en griego ático por un nombre similar: τὰ Γάδειρα (Gádeira). En griego jónico, el nombre se deletrea de forma ligeramente diferente: Γήδειρα (Gẽdeira) y así es como aparece en las historias escritas por Heródoto. Ocasionalmente se encuentra el deletreo ἡ Γαδείρα (Gadeíra), como, por ejemplo, en los escritos de Eratóstenes.